# Oospila confluaria
Oospila confluaria là một loài bướm đêm trong họ Geometridae.